# Tonight, Tonight
"Tonight, Tonight" er en sang skrevet af Billy Corgan og indspillet af Smashing Pumpkins. Den blev udgivet som den fjerde single fra albummet Mellon Collie and the Infinite Sadness fra 1995.
Singlen blev udgivet d. 15. april 1996 i Europa, men kom først nogle måneder senere i USA. Selv om singlen blev den første af de fire (på daværende tidspunkt) udgivne singler fra albummet, der ikke opnåede guldstatus, blev sangen (og den medfølgende musikvideo instrueret af Jonathan Dayton og Valerie Farris) en kæmpesucces, og bandet vandt syv MTV Video Music Awards i 1996 for "Tongiht, Tonight". Videoen er baseret på den berømte, franske stumfilm "Le Voyage Dans la Lune" ("Rejsen til Månen") af Georges Méliès.
På grund af den lange, velkendte intro har sangen egnet sig til tv i som temamusik eller i teasere. Ved De Olympiske Lege i Atlanta, USA i 1996 brugte en amerikansk tv-station den lange instrumentale intro af sangen som temamusik til ét af deres tv-programmer. Også danske tv-stationer bruger "Tonight, Tonight" med jævne mellemrum. I 2010 gjorde TV 2 brug af dele af sangen i forbindelse med tv-programmet Vild med dans, og i 2011 valgte 3+ at bruge sangen i forbindelse med Champions League-opgøret mellem FC København og Chelsea.
I forbindelse med udgivelsen af bandets syvende album Oceania i 2012 lavede musikmagasinet Rolling Stone en oversigt over de 20 bedste sange fra Smashing Pumpkins ud fra en omfattende afstemning blandt fans. "Tonight, Tonight" blev stemt ind som nummer seks på listen.

## B-sider
- "Meladori Magpie"
- "Rotten Apples"
- "Medellia of the Grey Skies"
- "Jupiter's Lament"
- "Blank"
- "Tonite Reprise"

Alle sange er skrevet af Billy Corgan. Bandets første greatest hits-album er opkaldt efter sangen "Rotten Apples", som kan findes her. "Tonite Reprise" er en demoudgave udgave af "Tonight, Tonight" med anderledes tekst.